# Yaëlle Trulès
Yaëlle Trulès est une chanteuse et actrice française née le 3 mars 1979 à Marseille.

## Biographie
Née dans une famille d’artistes, Yaëlle Trulès vit dès son jeune âge la bohème entre Marseille, La Réunion et Paris. Elle s’essaye au piano, à la danse et a suivi le groupe de son père, Jean-Luc Trulès, en tournée (Tropicadéro du Théâtre Vollard).
D'abord choriste pour Camille Bazbaz, Ophélie Winter et Melvil Poupaud, elle s’oriente ensuite vers les comédies musicales Belles, belles, belles à l’Olympia et la version allemande du Roi lion ; quelques mois plus tard elle joue au théâtre dans Séga Tremblad et Chance ! au Théâtre Le Méry.
Avec Julien Chirol, elle écrit en 2001 une chanson enregistrée par Syam pour l'album Le Lycée : la bande originale de la série TV. En 2003, elle est choriste sur deux chansons de Scratch Massive sur leur album Enemy & Lovers. Son premier album, Salon de T, voit le jour en 2009. Elle est nommée aux Trophées des « Arts Afro caribéens » dans la catégorie Révélations puis aux Voix de l’Océan Indien. En février 2015, elle sort son deuxième album Losikré enregistré à Montreuil, ; elle y retrouve Julien Chirol. Elle participe aux éditions 2010, 2013 et 2015 du Sakifo Musik Festival.
En marge de la chanson, Yaëlle Trulès est présentatrice sur Réunion 1re . Elle est aussi comédienne dans la série Cut ! : elle y joue le rôle de Nine Badin. Elle tient dans Les Îles d'en face le rôle de Peggy Hoarau,. Elle incarne la Fée Oupresque dans l'émission Secret Souris sur les ondes de Réunion 1re en 2016.

### Filmographie
- 2000 : Un flic nommé Lecoeur (série, épisode Sugar baby) réalisé par Alain Tasma : Guillemette Charensseau
- 2001 : Le Groupe (série) : Marie
- 2003 : Catfish Blues (spécial-TV d'animation) : voix
- 2011 : Signature (série, sixième épisode) d'Hervé Hadmar et Marc Herpoux : réceptionniste hôtel lagon
- 2011 : Rouleur de journaux (court-métrage) de Sébastien Rougemont : Olivia Dessanges
- 2013 : Les Îles d'en face
- 2013 - 2016 : Cut !
- 2017 : Objectif lune (court-métrage) de Jimmy Grassiant : mère d'André
- depuis 2019 : OPJ, Pacifique Sud (série) : commandante Clarissa Hoarau

### Théâtre
- 2001 : Chance !, mise en scène de Hervé Devolder
- 2003 : Séga Tremblad, mise en scène d'Emmanuel Genvrin
- 2003-2004 : Belles belles belles, mise en scène Redha - Olympia
- 2011 : Shien jonn, de Vincent Fontano
- 2012 : Malsoufran la, in domann pou marié d'après Anton Tchekhov, mise en scène de Lolita Tergemina
- 2014 : La Constellation du chien de Pascal Chevarie, mise en scène de Thomas Billaudelle

## Discographie

### Albums[6]
- 2009 : Salon de T
- 2015 : Losikré

### Singles
- 2013 : Cho Co La
- 2015 : Akoz (A/C: Yaëlle Trulès)  [12]
- 2015 : Si Bondié (A: Expédite Cerneau et Yaëlle Trulès/ C: Yaëlle Trulès)
- 2015 : Amar pa mwin (A/C: Dominique Carrère)
- 2015 : Noudé ou (A: Yaëlle Trulès/C: Meddy Gerville)
- 2015 : Mi koné pi (A/C: Yaëlle Trulès)
- 2015 : Anin (A/C: Firmin Viry)
- 2015 : Zanako (A/C: Yaëlle Trulès)
- 2015 : Losikré (A/C: Yaëlle Trulès)
- 2015 : Eliyé (A/C: Yaëlle Trulès)
- 2015 : Le mo (A/C: Yaëlle Trulès/Julien Chirol)[13].